# Regione di controllo
La regione di controllo (CTA - Control Area) è uno spazio aereo controllato che si estende verso l'alto a partire da un livello specificato al di sopra della superficie terrestre.
Le regioni di controllo, che comprendono aree terminali di controllo, rotte ATS e UIR classe "C" sono concepite in modo tale da contenere le traiettorie dei voli IFR ai quali si intende fornire il servizio di controllo del traffico aereo, tenendo conto delle prestazioni e delle radioassistenze presenti nell'area.
Il limite inferiore di una CTA deve essere il più alto possibile, in modo da consentire il volo VFR al di sotto di essa e compatibilmente con le esigenze del traffico IFR, e comunque mai inferiore a 700 piedi (200 metri).
Sulle carte aeronautiche le regioni di controllo vengono rappresentate attraverso una linea continua.

## Terminal Control Area

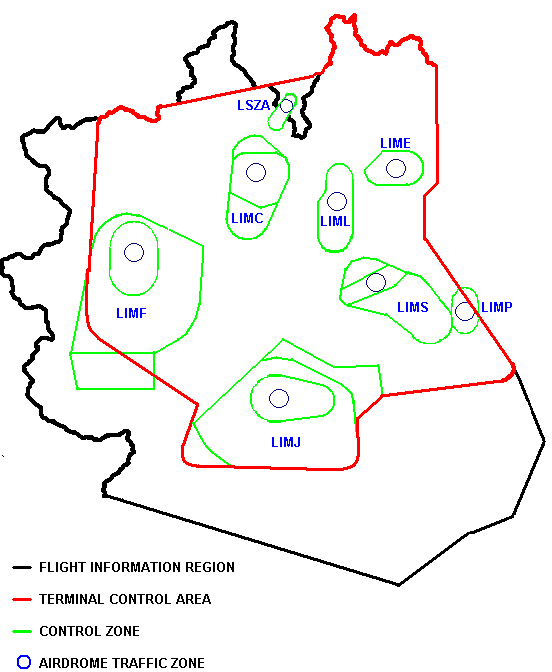
TMA di Milano e relativi CTR.

Una regione di controllo istituita alla confluenza di più rotte ATS, nelle vicinanze di uno o più aerodromi importanti, normalmente viene denominata "regione terminale di controllo" (TMA - Terminal Control Area).
La Terminal area è uno spazio aereo di classe alfa quindi vietata ai voli VFR, all'interno di questo spazio aereo viene offerto il servizio di controllo d'area dall'ACC (Area Control Centre) e il servizio di allarme.
In Italia sono presenti tre TMA (Roma, Milano e Brindisi)
La regione terminale di controllo di Milano ad esempio è stata istituita allo scopo di meglio incanalare il traffico in partenza e arrivo dagli aeroporti di Milano-Malpensa (LIMC), Milano-Linate (LIML), Bergamo-Orio al Serio (LIME), Lugano-Agno (LSZA), Torino-Caselle (LIMF), Genova-Sestri Ponente (LIMJ), Piacenza-San Damiano (LIMS) e Parma-Giuseppe Verdi (LIMP).